# Liste der Monuments historiques in Enchenberg
Die Liste der Monuments historiques in Enchenberg führt die Monuments historiques in der französischen Gemeinde Enchenberg auf.

## Liste der Bauwerke
| Bezeichnung                      | Beschreibung                                                                                       | Standort                     | Kennzeichnung | Schutzstatus | Datum | Bild           |
| -------------------------------- | -------------------------------------------------------------------------------------------------- | ---------------------------- | ------------- | ------------ | ----- | -------------- |
| Kapelle und Eremitage Ste-Vérène | Wallfahrtsstätte; Kapelle, um 1500, 1685 renoviert; Eremitage, bezeichnet 1745; Wegekreuz, um 1800 | nordöstlich des Ortes (Lage) | PA57000003    | Inscrit      | 1996  | weitere Bilder |

## Liste der Objekte
| Bezeichnung          | Beschreibung | Standort                         | Kennzeichnung | Schutzstatus | Datum | Bild |
| -------------------- | --- | -------------------------------- | ------------- | ------------ | ----- | ---- |
| Teile eines Retabels | Holz, farbig gefasst, 18. Jahrhundert, möglicherweise von Johann Martersteck; teilweise im Sakristeischrank wiederverwendet | in der Kapelle Ste-Vérène (Lage) | PM57000783    | Inscrit      | 1991  |      |